# Łzawnik złotawy
Łzawnik złotawy, kieliszkówka złotawa (Dacrymyces chrysocomus (Bull.) Tul.) – gatunek grzybów z rodziny łzawnikowatych (Dacrymycetaceae).

## Systematyka i nazewnictwo
Pozycja w klasyfikacji według Index Fungorum: Dacrymyces, Dacrymycetaceae, Dacrymycetales, Incertae sedis, Dacrymycetes, Agaricomycotina, Basidiomycota, Fungi.
Po raz pierwszy opisał go w 1788 r. Jean Baptiste François Bulliard nadając mu nazwę Peziza chrysocoma. Obecną nazwę nadał mu w 1853 r. Louis René Tulasne.
Ma 10 synonimów. Niektóre z nich:
- Guepiniopsis chrysocoma (Bull.) Brasf. 1938
- Orbilia chrysocoma var. brassicicola Feltgen1902[2].

W 1996 r. Władysław Wojewoda dla synonimu Guepiniopsis chrysocoma nadał polską nazwę kieliszkówka złotawa, w 1999 r. zmienił ją na kieliszkówka złocista. Obydwie nazwy są niespójne z aktualną nazwą naukową. W internetowym atlasie grzybów podawana jest spójna z nazwą naukową nazwa łzawnik złotawy.

## Morfologia
Dacrymyces chrysocomus przez swoich odkrywców nie został wystarczająco dokładnie opisany i na podstawie ich opisu nie można go odróżnić od niektórych innych łzawników. Charakteryzuje się małymi, kopułkowatymi, mózgowato pomarszczonymi owocnikami, dużymi zarodnikami o pogrubionych ścianach i przegrodach. Podobne zarodniki ma Dacrymyces dictyosporus, ale odróżnia się dużym owocnikiem, brakiem sprzążek na strzępkach i obfite włoskami na powierzchni.

## Występowanie
Łzawnik drobnoowocnikowy występuje w Ameryce Północnej i Środkowej, Europie, Azji. Najwięcej stanowisk podano w Europie. Występuje tu od Morza Śródziemnego po północne krańce Półwyspu Skandynawskiego. W Polsce W. Wojewoda w 2003 r. przytoczył liczne stanowiska. Znajduje się na Czerwonej liście roślin i grzybów Polski. Ma status R– gatunek rzadki, który zapewne w najbliższej przyszłości przesunie się do kategorii zagrożonych wymarciem, jeśli nadal będą działać czynniki zagrożenia.
Grzyb nadrzewny, saprotrof. Występuje w lasach iglastych i mieszanych na martwym drewnie drzew iglastych. W Polsce notowany na świerku pospolitym (Picea abies), limbie (Pinus cembra), sośnie zwyczajnej (Pinus sylvestris), kosodrzewinie (Pinus mugo) i niezidentyfikowanych gatunkach. Owocniki pojawiają się od sierpnia do listopada.